# Кордовый пилотаж
Обычно под этим понятием подразумевают ФАИ класс кордовых пилотажных моделей F2B. Основной соревновательный момент заключается в том, что спортсмены управляя специально спроектированной и построенной пилотажной моделью соревнуются в четкости, резкости и в то же время плавности выполнения фигур пилотажного комплекса.
Всего фигур 16, причем в нынешних правилах «Старт» не оценивается. (старт, взлёт, обратный переворот(двойной поворот на горке), три нормальных петли, полёт на спине (2 круга), три обратных петли, две квадратных петли, две обратных квадратных петли, две треугольных петли, две горизонтальных восьмёрки, две квадратных горизонтальных восьмерки, две вертикальных восьмерки, «Песочные часы», две восьмерки над головой, две перекрещивающиеся восьмерки, посадка)
Фигуры оцениваются по шкале от 0 до 10 с шагом в 0.1 балла. У каждой фигуры есть свой коэффициент сложности. Оценки за выполнение каждой фигуры умножаются на коэффициент сложности данной фигуры. Общая оценка за комплекс является суммой оценок за каждую из фигур. Распределение занятых мест определяется по сумме оценок за два лучших полета.
К каждой фигуре комплекса предъявляются объективные требования. Так радиус разворота в прямых углах фигур допускается от 1,5-2.1 метра. Каждая фигура должна начинаться и заканчивать на высоте 1,5 метра с допуском в ±30 сантиметров.. Верхней границей выполнения фигур считается угол наклона кордовых нитей в 45°. Горизонтальный полет должен проходить на высоте 1,5 метра с допуском ± 30 сантиметров
В России кордовый пилотаж ассоциируется с такими великими спортсменами как Юрий Сироткин чемпион мира 1964, Евгений Петров один из авторов создавших пилотажный микродвигатель Акробат-7, Анатолий Колесников чемпион мира 1986 года и другими знаменитыми спортсменами. Каждый из них внес огромный вклад в развитие авиамодельного спорта в СССР. В наше время кордовый пилотаж снова становится популярным.